# Petra Laseur
Petra Maria Laseur (Amsterdam, 26 november 1939 – aldaar, 11 april 2025) was een Nederlands actrice. Ze was een dochter van actrice Mary Dresselhuys en acteur, regisseur en toneeldirecteur Cees Laseur. Haar oudere zus Merel Laseur was balletdanseres, later journaliste. Petra Laseur was getrouwd met Joes Oerlemans en na echtscheiding hertrouwde ze met de dichter Martin Veltman.

## Levensloop
Laseurs ouders scheidden toen ze ongeveer vijf jaar oud was; ze had daarna nauwelijks nog contact met haar vader, omdat die naar Den Haag was getrokken. Ze begon haar middelbare schoolopleiding aan de Middelbare Meisjesschool (MMS) van het Montessori Lyceum Amsterdam. Aan het lyceum werd ze naar eigen zeggen tegengewerkt om aan het toneel te gaan. Op die scholen werd niemand voorgetrokken en met twee ouders aan het toneel werkend, was dat op school uitgesloten. Haar moeder wilde dat ze de vijfjarige opleiding daar voltooide, maar na drie jaar was het genoeg. Ze ging op haar zestiende naar de Amsterdamse Toneelschool aan de Marnixstraat 150. Ze studeerde daar in 1959 af in een klas met onder meer Trins Snijders en Joop Admiraal.
Laseur begon haar toneelcarrière in 1959 en was jarenlang verbonden aan theatergroep het Publiekstheater te Amsterdam. Ze gaf later ruiterlijk toe, dat ze doelbewust een andere richting dan haar moeder had gekozen; ze hield niet van zware stukken en ook het sterrendom trok haar niet. Later gaf zij les aan de toneelschool.
Laseur is tweevoudig winnares (1973, 1981) van de prestigieuze Theo d'Or-prijs. Ze deelde in april 2024 in een podcast dat ze ernstig ziek was en zich niet wilde laten behandelen. Zij overleed op 11 april 2025 op 85-jarige leeftijd.

## Film
- Het afscheid (1966), als Laure
- Flanagan (1975), als Cathy Poelaar
- Achter glas (1981), als Eva
- De mannetjesmaker (1983), als Meta Ouderkerk
- Familie (2001), als Els
- The Discovery of Heaven (2001), als de zuster bij de geboorte van Quinten
- Bella Bettien (2002), als moeder
- Bride Flight (2008), als de oude Marjorie

## Radio
- De oorlogskoningin (2015), als Wilhelmina[5]

## Televisie

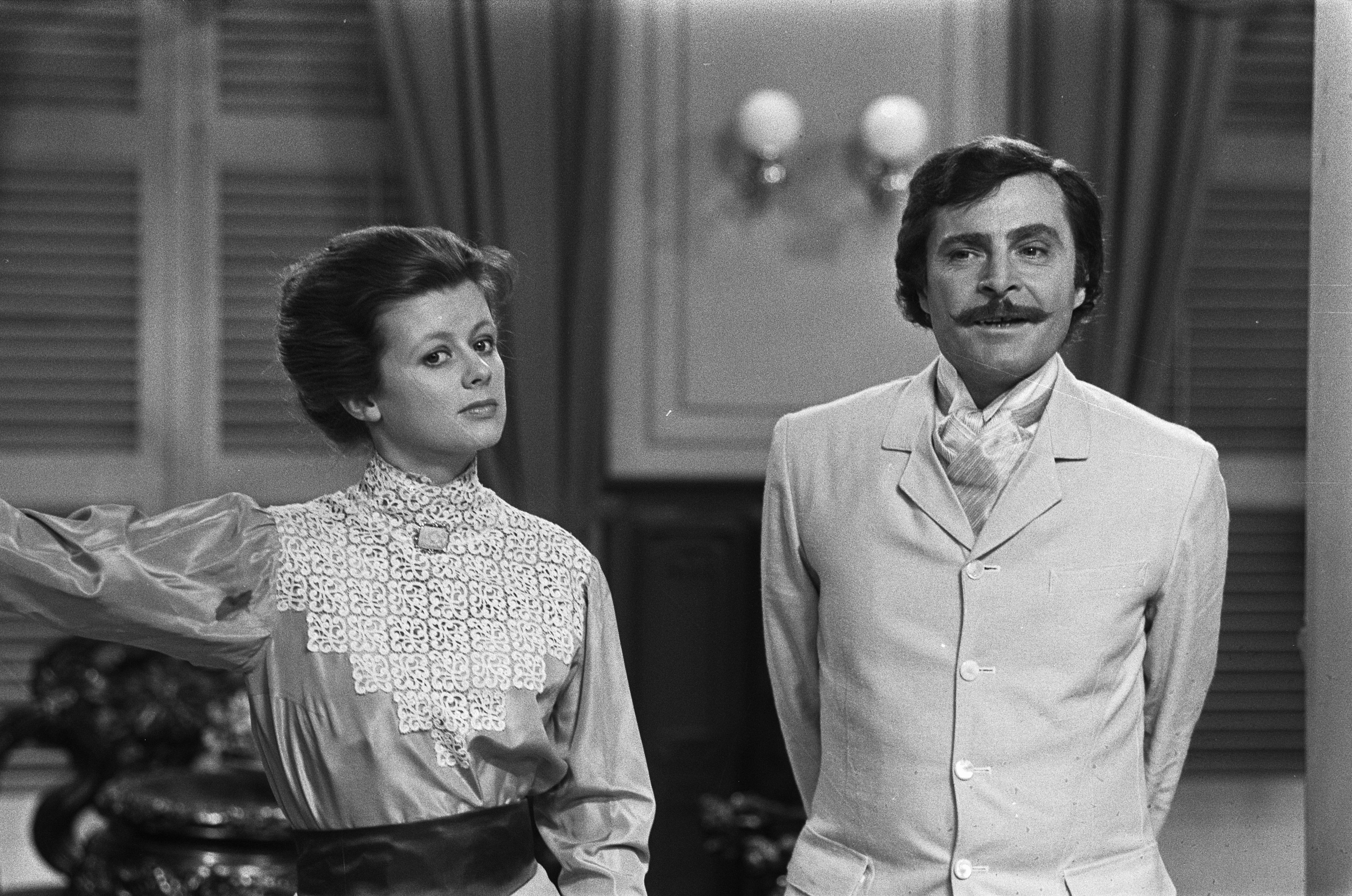
Petra Laseur met Ton Kuyl in De stille kracht (1974)

- De stille kracht (1974), als Eva Eldersma
- Dossier Verhulst (1986-1987), als Nicolle Lebbink
- Zaterdagavondcafé (1992), als Jolle Blom
- Unit 13 (1998-1999), als Charlotte Prinsen
- Rozengeur & Wodka Lime (2005), als Phil De La Fuentera
- Man en paard (2006), als Francine de Wolf
- Levenslied (2011-2013), als Hanneke van Basten Batenburg, Maman, Maman Hanneke
- Nooit te oud (tv-film, 2013), als Rita Tondu

## Theater (selectie)
De vermelde datum is de premièredatum.
- De zwarte bruid (1959, van C.J. Kelk) – als dienstmeisje
- Geleerde dames (1959, van Molière) – als Henriëtte
- De bruiloft van Kloris en Roosje (1960, van Dirk Buysero) – als Roosje
- Doña Diana (1960, van Agustin Moreto y Cavana) – als Cintia
- Intermezzo (1961, van Jean Giraudoux) – als Isabella
- Een Midzomernachtsdroom (1961, van Shakespeare) – als Helena
- Het leven van Galilei (1962, van Bertolt Brecht) – als Virginia
- Omzien in wrok (1964, van John Osborne) – als Alison Porter
- Een verwarrend nachtje (1966, van Oliver Goldsmith)
- De vrek (1967, van Molière) – als Elise
- Kleren maken de man (1968, van George Etherege) – als Mrs. Loveit
- Oom Wanja (1969, van Anton Tsjechov) – als Sonja
- De Kersentuin (1970, van Anton Tsjechov) – als Anja
- Othello (1971, van Shakespeare) – als Desdemona
- Hedda Gabler (1972, van Henrik Ibsen) – als Hedda Gabler
- Macbeth (1976, van Shakespeare) – als Lady Macbeth
- De Kaukasische Krijtkring (1976, van Bertolt Brecht) – als Kato Wachtan
- Groot en klein (1981, van Botho Strauss) – als Lotte
- Hamlet (1986, van Shakespeare) – als Gertrude
- Een bijzonder prettig vergezicht (1987, van Paul Haenen) – als Ingrid
- Bakeliet (1987, van Natalie Robins)
- Troje (1994, van Euripides) – als Hecabe
- Spoken (1996, van Henrik Ibsen) – als mevrouw Alving
- Familie (2000, van Maria Goos) – als Els Tegenkamp
- Soldaat van Oranje (2010, script van Edwin de Vries) – als koningin Wilhelmina
- We want more (2016) – als koorleidster Mia

## Prijzen
- 1969 - Colombina voor Oom Wanja
- 1972 - Theo d'Or voor Hedda Gabler
- 1981 - Theo d'Or voor Groot en klein

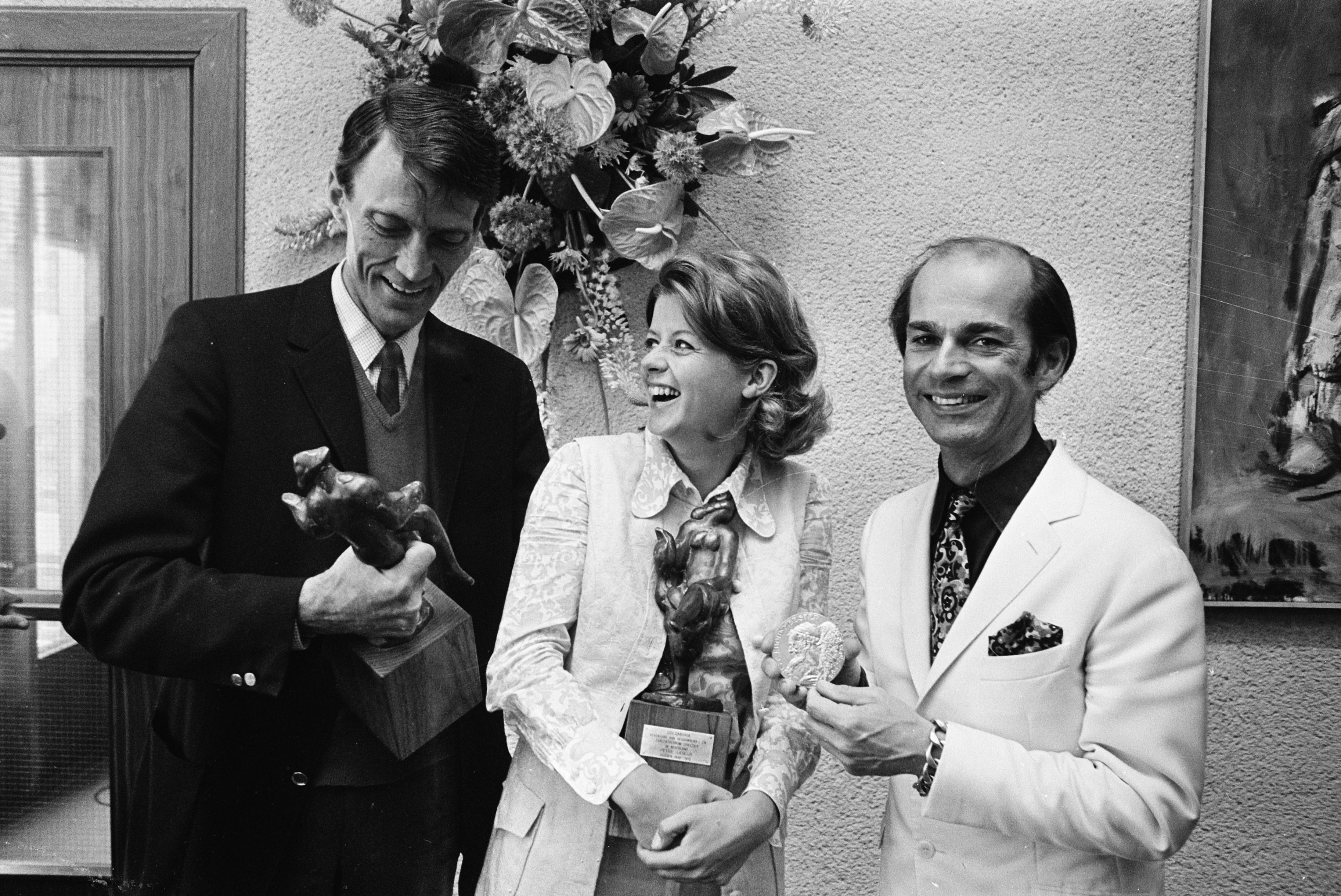
Uitreiking Colombina 1969, met Frans van der Lingen (l.) en Henk van Ulsen (r.)

- 2014 - ShortCutz Amsterdam Annual Award, Beste Actrice voor de korte film Viskom